# Mrs. America
Mrs. America är en amerikansk dramaserie från 2020. Serien är uppdelad på 9 avsnitt.
TV-serien har svensk premiär på HBO Nordic planerad till den 16 april 2020.

## Handling
Serien, som är baserad på en verklig händelse, handlar om den konservativa hemmafrun Phyllis Schlafly. Hon var emot den kvinnorättsliga jämställdhetsrörelse under den andra vågens feminism som arbetade för införandet av The Equal Rights Amendment (ERA) i 1970-talets USA.
I serien följs Schlaflys kamp mot den feministiska rörelsen och det kulturkrig som kom att förändra det politiska landskapet för all framtid.

## Rollista (i urval)
- Cate Blanchett – Phyllis Schlafly
- Rose Byrne – Gloria Steinem
- Sarah Paulson – Alice
- Margo Martindale – Bella Abzug
- Uzo Aduba – Shirley Chisholm
- Elizabeth Banks – Jill Ruckelshaus
- Tracey Ullman – Betty Friedan
- John Slattery – Fred Schlafly
- Kayli Carter – Pamela
- Ari Graynor – Brenda Feigen
- Melanie Lynskey – Rosemary Thomson
- James Marsden – Phil Crane
- Jeanne Tripplehorn – Eleanor Schlafly
- Niecy Nash – Flo Kennedy